# Necydalis sachalinensis
Necydalis sachalinensis är en skalbaggsart som beskrevs av Matsumura och Koichi Tamanuki 1927. Necydalis sachalinensis ingår i släktet stekelbockar, och familjen långhorningar. Inga underarter finns listade i Catalogue of Life.